# Haras de Constantine
Le haras de Constantine, créé le 30 juillet 1851 par l'administration coloniale française, est situé à Alélik, dans la plaine de l'Alélik, à environ 6 km de Bône ; c'est le haras qui dessert l'entièreté de la province de Constantine. Il se trouve aussi proche d'une localité du nom de Mansourah. Plus tard (avant 1856), des annexes de ce haras sont créées à Constantine même, à Sétif et à Batna,. 

## Histoire
La création du haras est postérieure à la « pacification » de la région, accompagnant la colonisation française. Auparavant, une expédition d'achat de chevaux avait été menée en 1839 dans cette province. Le marché aux chevaux de Constantine est fréquenté par différentes tribus qui y vendent leurs chevaux.

## Missions
Le haras de Constantine est à la fois un dépôt de remontes et un dépôt d'étalons. Il achète donc des étalons pour les autres haras de l'Algérie, et des chevaux ainsi que des mulets pour les régiments de cavalerie d'Afrique. En 1880, ce haras reste l'un des trois établissements hippiques militaires de l'Algérie, avec ceux de Mostaganem et de Blida.